# Eikenloof
Eikenloof, in de vorm van een toefje van bladeren van de eik of een krans van eikenbladeren, werd in het begin van de 20e eeuw in Duitsland een geliefd ornament. Het trad in de plaats van de lauwerkrans die vooral met het antieke Griekenland en met het Romeinse Rijk in verband werd gebracht.

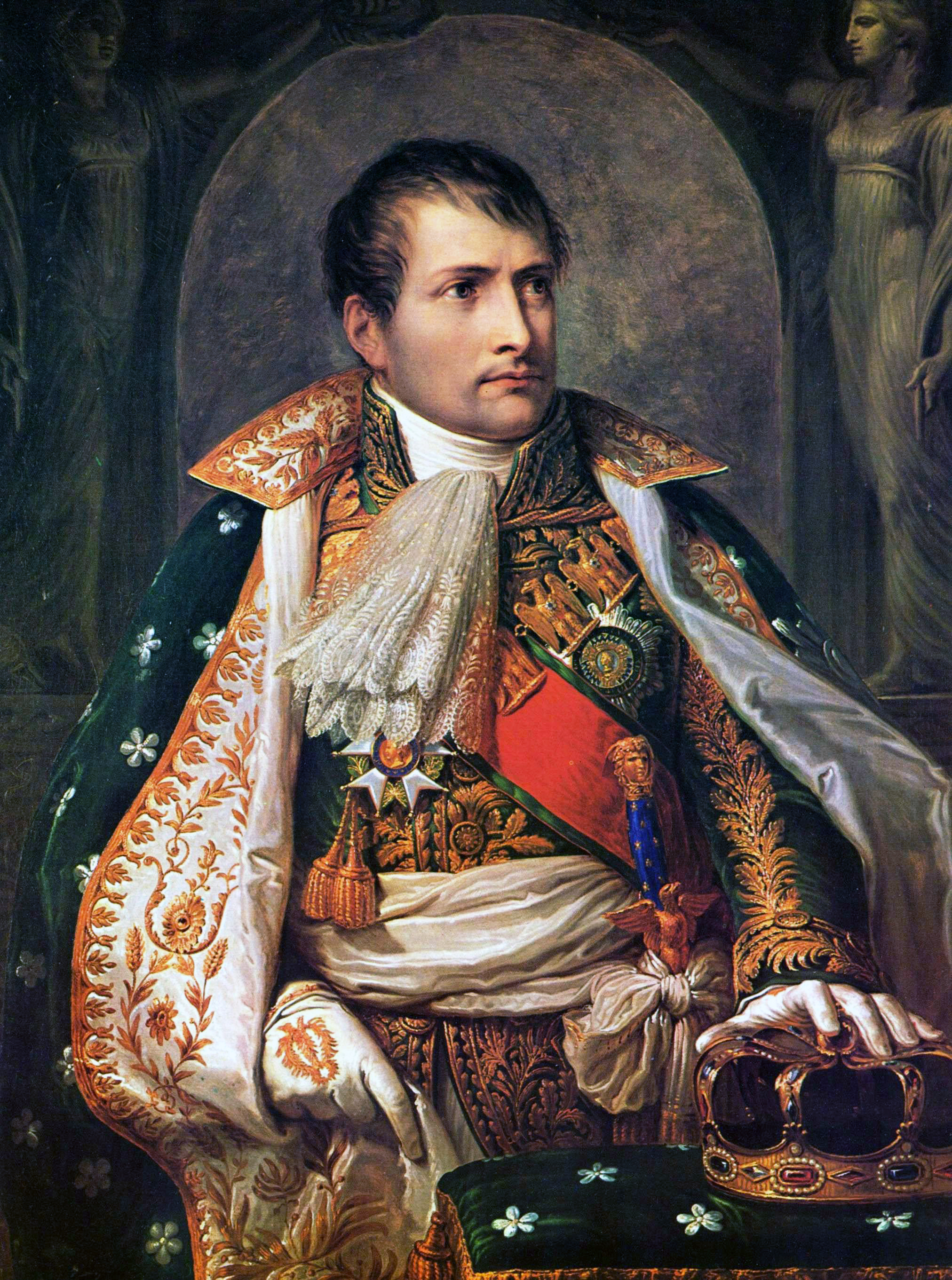
Napoleons mantel is versierd met bloemen, palmen, palmetten en lauweren. Zijn buis is versierd met goudgeborduurde eikenbladeren.

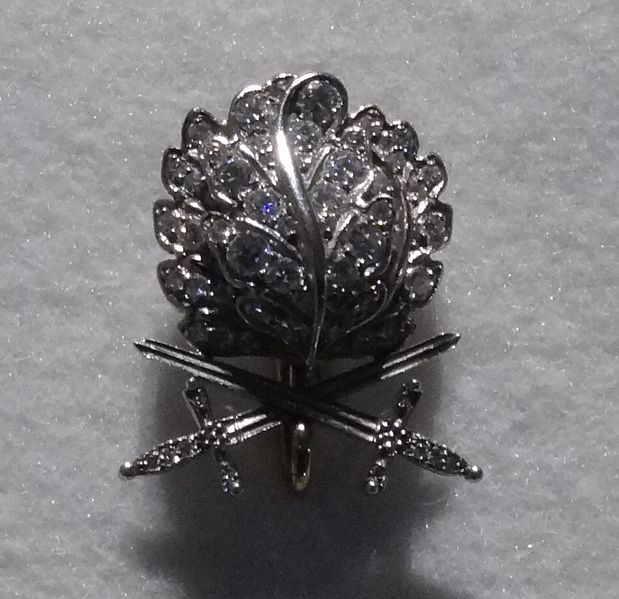
Eikenloof met zwaarden en diamanten zoals dat bij het ridderkruis van het IJzeren Kruis werd gedragen.

In het Romeinse Rijk komt een krans van eikenbladeren voor als ceremoniële kroon van een "redder" van een andere burger of, in het geval van Claudius, als redder van de republiek en het principaat
Eiken waren de Germanen heilig en in het Derde Rijk werd een Germaans ritueel herhaald waarbij een eikenkrans op de zomerzonnewende in een vuur werd verbrand. Daarbij werd de "Rütlischwur" uitgesproken.
In de ornamenten van de Empire stijl van het Franse keizerrijk van Napoleon I spelen eikenbladeren een kleine rol, het keizerrijk zag zich vooral als een opvolger van het Romeinse verleden. Eikenbladeren komen voor als borduursel op koningsmantels als die van het Koninkrijk Italië en op ordekleding, de Orde van de IJzeren Kroon is daarvan een voorbeeld, en ambtskostuums.
Het kleinood van het Legioen van Eer heeft een krans die voor de helft uit eiken- en voor de helft uit lauwerbladeren bestaat. Dit ontwerp is ook in de Leopoldsorde en in moderne Franse orden nog terug te vinden. De Duitse Democratische Republiek koos in 1953 bij het ontwerp van haar Karl Marx-orde voor een typisch Duitse krans van enkel eikenbladeren. Portugal onderstreept het militaire karakter van de Orde van de Toren en het Zwaard door een krans van louter eikenbladeren. De Italiaanse Militaire Orde van Savoye heeft een gedeelde krans. Ook Griekenland volgde bij de Orde van de Verlosser het Franse voorbeeld.
Bij de Orde van Oranje-Nassau is het kruis voor burgers op een lauwerkrans gelegd.  Militairen krijgen deze onderscheiding "met de zwaarden" en een gedeelde krans zou niet gepast zijn.
Eikenbladeren werden in het begin van de 19e eeuw belangrijk als symbool in de romantiek. De eikenkrans zou dan een typisch noordelijk, Germaans symbool zijn en was in de beleving van die tijd mannelijker dan de lauwerkrans. In de onderscheidingen en ridderorden van de 19e eeuw werden eikenbladeren sinds 1817 gebruikt. De Orde Pour le Mérite was nu een puur militaire onderscheiding geworden en koning Frederik Willem III ontwierp zelf een ornament in de vorm van drie eikenbladeren.
De eerder zo eenvoudige orde werd op 10 maart 1813, niet in een afzonderlijk besluit maar "en passant" in het instellingsbesluit van het IJzeren Kruis uitgebreid met drie vergulde eikenbladeren voor bijzondere verdiensten, "Eichenlaub" genoemd die op de ring moesten worden gedragen. De symboliek van deze eikenbladeren is de volgende; koning Friedrich Wilhelm III eerde zijn overleden gemalin, de in Pruisen mateloos populaire Louise van Mecklenburg-Strelitz en zijn gezin. Zo stonden in het oorspronkelijke ontwerp de drie eikenbladeren symbool voor de koning en zijn echtgenote. Het centrale eikenblad herdacht de negen kinderen van het Pruisische koningspaar. De linkerkant van het centrale blad telde daarom vijf lobben als voorstelling van de vijf zonen, de rechterzijde telde vier lobben als voorstelling van de vier dochters. In de centrale nerf van het middelste eikenblad kan men de gestileerde letter 'L' (van Luise) herkennen. Later werd het ontwerp sterk vereenvoudigd, waardoor het zijn symbolische betekenis verloor. Kruisen met het eikenblad werden na 17 december 1817 aan een afwijkend lint gedragen. Dit lint kreeg drie zilveren strepen voor wie de orde tweemaal verleend kreeg. Kreeg men het eikenblad bij de eerste toekenning van de orde dan moest men genoegen nemen met het standaardlint met de twee zilveren strepen.
Nu het eikenloof in de belangrijkste Noord-Duitse staat een vaste plek in het programma van militaire symbolen had gekregen volgden ook andere Noord-Duitse staten met het gebruiken van eikenloof. In gebieden die dichter bij de Latijnse cultuur staan zoals Oostenrijk en de staten in Zuid-Duitsland heeft het eikenblad een kleinere rol gespeeld.
Manfred von Richthofen kwam volgens de Duitse regering niet in aanmerking voor eikenloof op zijn kruis Pour le Mérite. In plaats daarvan ontving hij de Orde van de Rode Adelaar met Kroon en Zwaarden ("Roter Adler Orden 3. Klasse mit Krone und Schwertern") van Pruisen In deze vorm werd de onderscheiding slechts zesmaal uitgereikt. Als "eenvoudig" vlieger kwam v. Richthofen niet in aanmerking voor het eikenloof bij het Pour le Mérite waarvoor hij door Ludendorff was voorgedragen. Daarvoor zou hij, zo meende de regering in de afwijzing van de voordracht, een veldslag hebben moeten winnen.
Medailles werden in sommige gevallen versierd met een krans die voor de helft uit eiken- en voor de helft uit lauwerbladeren bestond. In andere gevallen kregen burgers een versiering met lauwerkrans terwijl de militairen een versiering in de vorm van een eikenkrans kregen. In Luxemburg heeft de koning Willem II der Nederlanden in zijn hoedanigheid van groothertog een Orde van de Eikenkroon gesticht.
In Duitsland werden na 1811 eikenbladeren met daarop een jaartal aan ringen en sterren toegevoegd wanneer er sprake was van jubilea. Bij militaire verdienste en herhaalde benoemingen werd een eenvoudig eikenblad toegevoegd. In de Tweede Wereldoorlog werd de Orde Pour le Mérite niet langer meer verleend maar de Orde van het IJzeren Kruis kende nu eikenloof, gouden eikenloof en gouden eikenloof met briljanten.
In de vormentaal van het nationaalsocialisme komen veel eikenbladeren voor. Deze beweging zag zich dan ook als puur "Germaans". Als reactie daarop spelen de eikenbladeren in de vormentaal van de Bondsrepubliek Duitsland een kleine rol al komen ze in sportonderscheidingen wel degelijk voor.
Twee eikenbladeren op het lint van de Medaille van het Britse Rijk laten zien dat de medaille voor dapperheid werd toegekend.
De Nederlandse schrijver Simon Carmiggelt maakte het eikenloof als onderscheiding in zijn proza consequent belachelijk door voortdurend over onderscheidingen "met het iepenloof en de rupsen" te spreken.

Wapen van 's-Hertogenbosch

In de heraldiek komt eikenloof voor als de omgording van de wildeman die als schildhouder van sommige wapenschilden wordt gebruikt. Soms dragen de wildeman en zijn vrouwelijke tegenhanger ook een krans van eikenbladeren op het hoofd.